# NGC 479
NGC 479 је спирална галаксија у сазвежђу Рибе која се налази на NGC листи објеката дубоког неба.
Деклинација објекта је + 3° 51' 46" а ректасцензија 1h 21m 15,7s. Привидна величина (магнитуда) објекта NGC 479 износи 14,0 а фотографска магнитуда 14,8. NGC 479 је још познат и под ознакама UGC 893, MCG 1-4-31, CGCG 411-31, ARP 8, PGC 4905.